# Funk Brasil
Funk Brasil é o primeiro álbum do DJ Marlboro. Foi lançado em setembro de 1989.
O álbum é considerado o marco zero do "funk carioca", e ficou notabilizado pela vendagem, que ultrapassou as 250 mil cópias.

## Faixas
Lado A
| N.º | Título                                | Artista            | Duração |  |
| 1.  | "Rap das Aranhas (Rock das 'Aranha')" | Cidinho Cambalhota |         |  |
| 2.  | "Entre Nessa Onda"                    | MC Batata          |         |  |
| 3.  | "Rap do Arrastão"                     | Ademir Lemos       |         |  |
| 4.  | "Melô dos Números"                    | Abdullah           |         |  |

Lado B
| N.º | Título                               | Artista     | Duração |  |
| 1.  | "Melô do Bêbado"                     | MC Batata   |         |  |
| 2.  | "Melô do Bicho"                      | MC Guto     |         |  |
| 3.  | "Melô da Mulher Feia (Do Wah Diddy)" | Abdullah    |         |  |
| 4.  | "Marlboro Medley"                    | DJ Marlboro |         |  |

## Tabelas
| Tabela musical (1989) | Posição |
| --------------------- | ------- |
| Brasil (Nopem)        | 2       |

| Tabela musical (1989) | Posição |
| --------------------- | ------- |
| Brasil (Nopem)        | 18      |